# VDP
VDP（ブイディーピー）とは Video Display Processor の略称であり、コンピュータの機能ブロックとして映像出力全般を担うプロセッサに対する呼称の一つである。

## 概要
VDPという名称はテキサスインスツルメンツ社のチップ（TMS9918など）で主に用いられた言葉だが、その後、ヤマハ（V9938、V9958など）をはじめとして各社がこの言葉を使うようになった。
同様の概念としては、CRTC（Cathode Ray Tube Controller）、グラフィックスコントローラ（Graphics Controller）、GDC（Graphics Display Controller）などが存在する。
なお、GPU（Graphics Processing Unit）はNVIDIAがGeForce 256の発表時に提唱した概念であり、当初はMicrosoft DirectX 7のハードウェアT&Lに対応した3Dジオメトリエンジンを搭載するリアルタイム画像処理チップの総称だったが、のちにプログラマブルシェーダーや汎用計算（GPGPU）にも対応するようになり、（CPUほどの汎用性ではないものの）単なる画像処理チップの域を超える機能と演算性能を獲得しているため、VDPと同列に語るのは無理がある。GPUはグラフィックスプロセッサと呼ばれることもある。

## 特徴
CRTCを用いたシステムでは、原則としてCPUからVRAMにバスが繋がっており、VRAM自体の操作をCPUが直接行うことが前提であるアーキテクチャが多い事に対し、VDPではVRAMはVDPに直結され、VRAMの操作はVDPのみが行うアーキテクチャを取る場合が多い。CPUからの操作を受け付ける場合でも、VDPを介して間接的に操作する例が多い。
TMS9918/V9938/V9958とその他の画像出力LSIとの大きな違いとしては、VDPがRGB信号（R,G,B,VSYNC,HSYNC）のほかにもNTSC/PALコンポジット映像信号（=複合映像信号=ビデオ信号）そのもの、またはそれに近い信号を直接出力している点にある。これは、CRTCやGPUではパソコン等の高解像度ディスプレイを接続する前提となっているのに対し、VDPがテレビに直接画像を出力するためである。CRTCなどでは外部にビデオD/Aコンバータやビデオ信号生成回路を構成しなければならないことが多い。なお、CRTCでもリコー製RP5C16Yなどのように、NTSC信号のインタレース表示のみではあるがコンポジット映像信号出力を行っているものがある。

## 応用例
汎用チップであることから、入門用の8bitホビーパソコンや、同世代のゲーム機、カーナビやケーブルテレビのセットトップボックス、パチンコ台や携帯電話、映像機器等への内蔵等、多岐に渡る。